# V97 Radio Vallentuna
V97 Radio Vallentuna var en närradiostation som sände på frekvensen 97,5 MHz i Vallentuna. Den startades av radioprofilen Martin Loogna och hade sin premiärsändning 29 september 2006. Stationen drivs som en kommersiell radiostation men med en lokal inriktning, och riktar sig främst till lyssnare med anknytning till Stockholms norra förorter.

## Utmärkelser
Vid Svenska Radiogalan 2007 utsågs V97's Morrongänget till Årets Morgonshow 2006, i konkurrens med bland annat Morgonpasset i P3. V97 var också nominerade i kategorin Årets nyskapande programsatsning men fick där se sig besegrade av SR Malmös Din gata 100,6.

## Skärgårdsradion
I juli 2007 startades en systerstation i Stockholms Skärgård, som fick namnet Skärgårdsradion och sänder på frekvensen 90,2.